# Serge Perrault
Pour les articles homonymes, voir Perrault.
Serge Perrault, né Serge Leplat le 15 juillet 1920 à Montmartre à Paris 18e et mort le 13 mars 2014 à Saint-Lô, est un danseur et pédagogue français. 

## Biographie
Serge Perrault est le demi-frère de la danseuse Lycette Darsonval. Il est formé à l'école de l'Opéra de Paris mais aussi auprès de Blanche d'Alessandri-Valdine et de Lucette Almanzor, la seconde épouse de Louis-Ferdinand Céline. Il entre dans le corps de ballet de l'Opéra en 1943, qu'il quitte en 1947. Il crée le rôle du Toréador dans Carmen de Roland Petit à Londres en 1949. Il dansera avec des étoiles comme Michel Renaud, Lycette Darsonval (dont il est le frère), Yvette Chauviré. Comédien-danseur dans la troupe de Jean-Louis Barrault, distribué dans Hamlet, il effectuera une tournée aux États-Unis en 1952.
Il tient le rôle de Max dans le film de Henri Decoin, Folies-Bergère en 1957.
Serge Perrault est également un enseignant de danse depuis 1957, tout d'abord au Conservatoire de Créteil, puis de 1977 à 1987 donne des cours de danse à titre de « professeur de perfectionnement » à l'école de l'Opéra de Paris. Il est nommé professeur de pédagogie de l'Opéra de Paris en 1996. Il forme à la danse classique le futur écrivain David di Nota, son élève.

### Serge Perrault et Céline
Ami de Gen Paul, qui l'héberge en 1944 pour échapper au Service du travail obligatoire, et de Louis-Ferdinand Céline qu'il fréquente d'abord à Montmartre, puis à Meudon jusque dans les tout derniers jours de sa vie, il est l'auteur de Céline de mes souvenirs paru en 1992. Serge Perrault fut de ce fait un témoin privilégié de la passion de Céline pour la danse.

## Ouvrage
- Céline de mes souvenirs, éditions du Lérot, 1992,  (ISBN 978-2-35548-039-3).